# Моштень (Фуркулешть, Телеорман)
Моштень, Моштені (рум. Moșteni) — село у повіті Телеорман в Румунії. Входить до складу комуни Фуркулешть.
Село розташоване на відстані 99 км на південний захід від Бухареста, 19 км на південний захід від Александрії, 117 км на південний схід від Крайови.

## Населення
За даними перепису населення 2002 року у селі проживали 547 осіб.
Національний склад населення села:
| Національність | Кількість осіб | Відсоток |
| -------------- | -------------- | -------- |
| румуни         | 521            | 95,2%    |
| цигани         | 26             | 4,8%     |

Рідною мовою назвали:
| Мова      | Кількість осіб | Відсоток |
| --------- | -------------- | -------- |
| румунська | 521            | 95,2%    |
| циганська | 26             | 4,8%     |